# Phlebotomus sanctijohani
Phlebotomus sanctijohani är en tvåvingeart som beskrevs av Ipe och Singh 1994. Phlebotomus sanctijohani ingår i släktet Phlebotomus och familjen fjärilsmyggor.
Artens utbredningsområde är Uttar Pradesh (Indien). Inga underarter finns listade i Catalogue of Life.